# 장원서
장원서는 조선시대에 있던 관청으로써 궁중의 정원 관리와 화초, 과일의 재배를 담당하던 관장하였다.

## 관직
경국대전에서는 정6품 아문으로 원유, 화초, 과실의 관리를 관장한다고 하였다. 경국대전에서는 아래와 같이 장원서의 관직을 정하였다.
- 정6품 - 장원(掌苑) 1원
- 정, 종6품 - 별제(別提) 3원
- 종6품 - 신화(慎花) 1원
- 종7품 - 신과(愼果) 1원
- 종8품 - 신금(愼禽) 1원
- 종8품 - 부신금(副愼禽) 1원
- 정9품 - 신수(愼獸) 3원
- 종9품 - 부신수(副愼獸) 3원
- 별감(別監) 20원
- 제조(提調) 1원

대전회통(大典會通)에서는 정6품 아문에서 종6품으로 바꾸었으며 정6품의 장원 1원 및 별제 1원을 감하고, 종6품 별제가 2원이며, 종8품 봉사(奉事) 1원은 늘었다고 하였다. 잡직(별감(別監))은 변화가 없었으며 이속으로 서원(書員), 고직(庫直), 대청직(大廳直), 대청군사, 사령(使令), 역인(役人) 등이 있다.

## 장원서의 역할
장원서는 조선 왕실의 꽃과 과일을 재배, 조달하는 역할을 수행했었다.